# Dußlingen
Dußlingen är en kommun (tyska Gemeinde) i Landkreis Tübingen i delstaten Baden-Württemberg i Tyskland. Folkmängden uppgår till cirka 6 400 invånare, på en yta av 13,05 kvadratkilometer.
Kommunen ingår i kommunalförbundet Steinlach-Wiesaz tillsammans med kommunerna Gomaringen och Nehren.

## Befolkningsutveckling
| Befolkningsutvecklingen i Dußlingen 1975–2015 | Befolkningsutvecklingen i Dußlingen 1975–2015 | Befolkningsutvecklingen i Dußlingen 1975–2015 | Befolkningsutvecklingen i Dußlingen 1975–2015 | Befolkningsutvecklingen i Dußlingen 1975–2015 |
| --------------------------------------------- | --------------------------------------------- | --------------------------------------------- | --------------------------------------------- | --------------------------------------------- |
|                                               |                                               |                                               |                                               |                                               |
| År                                            |                                               |                                               | Folkmängd                                     | Areal (ha)                                    |
| 1975                                          | 1975                                          |                                               | 4 517                                         | 1 306                                         |
| 1980                                          | 1980                                          |                                               | 4 400                                         |                                               |
| 1985                                          | 1985                                          |                                               | 4 348                                         |                                               |
| 1990                                          | 1990                                          |                                               | 4 412                                         |                                               |
| 1995                                          | 1995                                          |                                               | 4 536                                         |                                               |
| 2000                                          | 2000                                          |                                               | 4 927                                         |                                               |
| 2005                                          | 2005                                          |                                               | 5 467                                         |                                               |
| 2010                                          | 2010                                          |                                               | 5 571                                         |                                               |
| 2015                                          | 2015                                          |                                               | 5 819                                         |                                               |
|                                               |                                               |                                               |                                               |                                               |